# Jem e le Holograms (film)
Jem e le Holograms (Jem and the Holograms) è un film del 2015 diretto e co-prodotto da Jon M. Chu.
La pellicola è l'adattamento cinematografico, trasposto dagli anni ottanta alla contemporaneità, della serie animata Jem, ispirata ad una serie di bambole della Hasbro.

## Trama
Jerrica, giovane ragazza di provincia, da semplice scoperta musicale su internet assurge a scatenato fenomeno globale con lo pseudonimo di Jem. Con le sorelle, anch'esse aspiranti musiciste, intraprende così un viaggio alla ricerca di se stessa, scoprendo che alcuni talenti sono davvero troppo speciali per essere tenuti nascosti.

## Produzione
Il budget del film è stato di 5 milioni di dollari.

### Riprese
Le riprese del film iniziano il 22 aprile 2014 nel distretto di Van Nuys, proseguono a Los Angeles nel maggio seguente, e terminano il 24 maggio.

## Distribuzione
Il primo trailer del film, viene diffuso il 12 maggio 2015 attraverso il canale YouTube della Universal Pictures, seguito dalla versione italiana.
La pellicola è stata distribuita nelle sale cinematografiche statunitensi a partire dal 23 ottobre 2015, mentre in Italia dal 23 giugno 2016.

## Accoglienza
Il film è stato uno dei peggiori flop del 2015, accolto negativamente sia dal pubblico che dalla critica, incassando solo 2,3 milioni di dollari in tutto il mondo.